# Amsterdam-Sud-Est
Amsterdam-Sud-Est (« Amsterdam-Zuidoost » en néerlandais) est l'une des huit divisions administratives (stadsdelen) de la ville d'Amsterdam. Elle a été créée sous sa forme actuelle en 1987 soit bien plus tôt que la plupart des autres arrondissements de la ville qui sont nés du rapprochement d'anciens arrondissements plus petits à la fin des années 2000. D'une superficie de 22,08 km2 il comptait plus de 84 000 habitants en 2003.
L'arrondissement Sud-Est présente la particularité d'être le seul à ne pas être contigu des autres divisions administratives de la ville (Amsterdam-Nord n'étant séparé du reste de la ville que par l'IJ), puisque les communes de Ouder-Amstel (qui inclut le village de Duivendrecht) et Diemen sont situées entre elles. Cette partie de la ville a donc un statut particulier pour les Amstellodamois puisque certains la considèrent comme une ville individuelle.
À l'origine, Amsterdam-Zuidoost faisait partie de la commune de Weesperkarspel dont la vocation était essentiellement agricole. Lorsqu'il fut décidé de construire une nouvelle ville à cet endroit dans les années 1960, la ville d'Amsterdam fut directement impliquée dans le projet, à la suite de quoi le quartier fut « annexé » par la ville en août 1966. Initialement, il était prévu que la nouvelle commune soit rattachée à Ouder-Amstel au bout d'une période de 12 ans, soit en 1978 mais cela ne fut jamais le cas et Amsterdam-Zuidoost resta rattachée à Amsterdam. Le quartier de Bijlmermeer constitue aujourd'hui la partie la plus ancienne de cet arrondissement.